# Eingriffsrecht

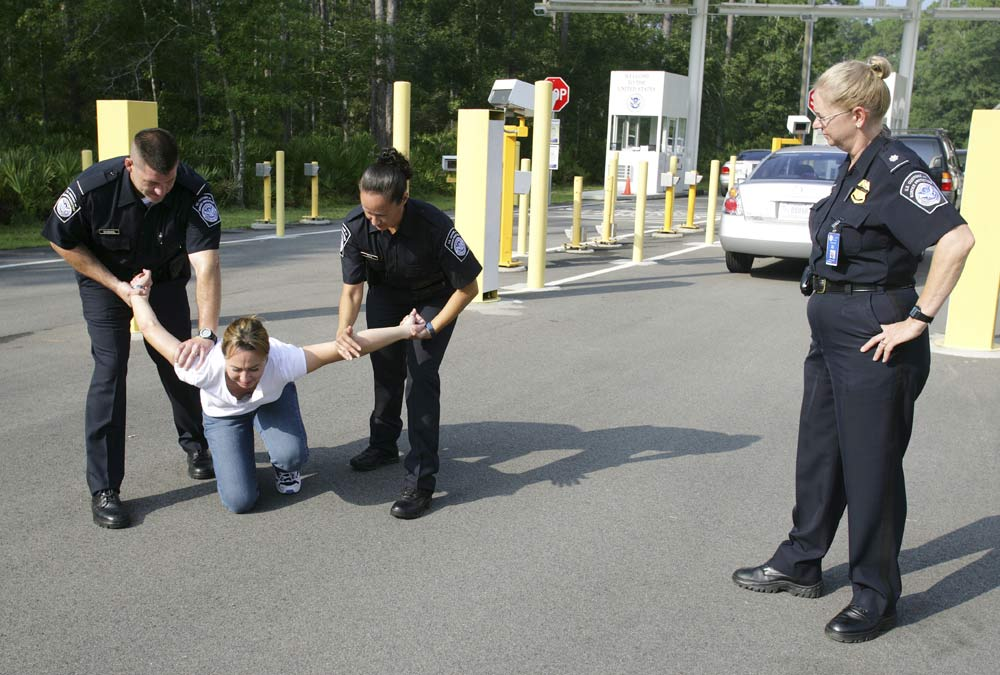
Personengewahrsam

Eingriffsrechte gewähren dem Staat das Recht, in Grundrechte von Bürgern einzugreifen. Aufgrund des grundgesetzlich verankerten Vorbehalts des Gesetzes bedürfen Eingriffe einer Ermächtigungsgrundlage in Form eines formellen Gesetzes.
Sie ermöglichen, hoheitliche Maßnahmen im Rahmen einer gesetzlichen Befugnis durchzusetzen.
Das Bild zur Ingewahrsamnahme zeigt die zwangsweise Durchsetzung der Ingewahrsamnahme. Sie bewirkt in der Rechtsfolge mehr, als die polizeirechtliche Befugnisnorm der Ingewahrsamnahme zulässt. Daher ist in einem solchen Fall nicht nur die Ermächtigungsnorm zur Ingewahrsamnahme zu prüfen, sondern zusätzlich ihre zwangsweise Durchsetzung, die sich aus den Normen zum Zwang ergibt.
Die zwangsweise Durchsetzung einer Maßnahme ist auch Teil des Eingriffsrechts, darf jedoch nicht mit dem Sanktionsrecht verwechselt werden. Der Zwang gewährleistet die Durchführung des Grundrechtseingriffs, sanktioniert jedoch nicht Fehlverhalten. Dies bleibt im Strafrecht dem Gericht vorbehalten.

## Abgrenzung
Im Gegensatz zum Sanktionenrecht ist das Eingriffsrecht auf polizeirechtlicher Basis nicht darauf abgezielt, ein Verhalten zu maßregeln, sondern es dient dazu, gefahrenabwehrend zu handeln oder das Gerichtsverfahren vorzubereiten.
Beispiele für die Maßnahmen innerhalb der Strafverfolgung sind die Festnahme, die Durchsuchung und die Erkennungsdienstliche Behandlung.
Beispiele für die Befugnisse innerhalb des Polizeirechts i. e. S. ist der Polizeigewahrsam und der Platzverweis.
Das Eingriffsrecht ist sowohl für die Strafverfolgung als auch für die Gefahrenabwehr bedeutsam.

## Eingriffsrecht
Der Begriff „Eingriffsrecht“ ist in dieser Form und Ausprägung weder der juristischen Lehre noch dem überwiegenden Teil der juristischen Literatur geläufig. Er ist eine Zweckschöpfung der Polizei, entstanden nach ihren Bedürfnissen aus der Beurteilung der Rechtslage, die meist gekennzeichnet ist durch Gemengelagen. Darunter sind solche Situationen zu verstehen, die beide Aufgabenbereiche der Polizei, nämlich Gefahrenabwehr und Strafverfolgung beinhalten. Polizeiliche Lagen sind nicht klinisch reine Prozessrechts- oder Polizeirechtslagen, sondern enthalten fast immer beide Aspekte, bei deren Beurteilung es auf ein komplexes Rechtsverständnis ankommt, das, ausgehend vom Verfassungsrecht, Prävention und Repression zur rechten Zeit im richtigen Ausmaß Geltung verschafft.
Die tradierte Art polizeilicher Ausbildung lehnt sich in der Rechtslehre an die klassische juristische Einteilung, einerseits Verwaltungsrecht einschließlich Polizei- und Ordnungsrecht, andererseits Straf-, Strafprozess- und Ordnungswidrigkeitenrecht, an. Schon früh wurde aber anerkannt, dass diese Struktur für polizeiliche Bedürfnisse ineffektiv ist. Die Polizei kennt nur zwei Aufgabenbereiche im öffentlichen Recht: die Gefahrenabwehr und die Strafverfolgung. Typisch für polizeiliche Arbeit ist die Bewältigung beider Aufgaben mit den gleichen Maßnahmen, Mitteln und Grundrechtseingriffen. Schwierigkeiten ergeben sich bei dem gleichartigen Erscheinungsbild von Maßnahmen in ihrer Zuordnung zu den jeweiligen Rechtsbereichen.
Dies aber ist eine zwingende Forderung des Rechtsstaatsprinzips. Polizeiarbeit ist neben dem Erfordernis des taktisch Richtigen, von der rechtlicher Beurteilung doppelfunktionaler Aufgabenbewältigung unter besonderer Berücksichtigung der Grundrechtsposition des Bürgers, geprägt. Im Gegensatz zur juristischen Ausbildung an Universitäten kommt es also darauf an, dass Polizeibeamte in die Lage versetzt werden, komplexe Sachverhalte in minimaler Zeit aufzunehmen, in den wesentlichen Fakten zu erfassen und unter Berücksichtigung der geschützten Rechtsposition des Betroffenen nicht nur taktisch vernünftig, sondern auch rechtlich richtig zu entscheiden. Die beiden Aspekte des taktisch Vernünftigen und des rechtlich Richtigen schließen sich nicht aus, sondern bedingen einander.
Der Polizeibeamte in der Praxis und in der Ausbildung trifft bei dem Versuch, sich in Eingriffsrecht einzuarbeiten oder spezielle Rechtsfragen im Einsatzfall zu lösen, auf ein schier unlösbares Problem: Es gibt kaum Literatur, geschweige Lehrbücher, die sich mit der speziellen Materie befassen. Er hat im Wesentlichen nur die Möglichkeit, die entsprechenden Kommentare und Lehrbücher der einzelnen Rechtsfächer „zusammenzulesen“. Man verfügt dann zwar über eine Fülle von Detailwissen, ist aber ohne Eingriffsrecht meist nicht in der Lage, dieses Wissen strukturell aufzuarbeiten sowie das Gemeinsame und das Trennende beider Rechtsgebiete im Vergleich von Befugnisnormen herauszufinden und auf die jeweilige Zielvorgabe des Handlungskonzeptes zu projizieren. Dies zu leisten ist das Ziel des Eingriffsrechts.
Die juristische Literatur ist gekennzeichnet durch den Blick auf die Aufgabenbewältigung. Daraus ergibt sich eine Trennung zwischen Allgemeinem Verwaltungsrecht/Polizeirecht einerseits und Straf- und Bußgeldverfahren/Prozessrecht andererseits. Polizeiliche Eingriffsmaßnahmen zur Erfüllung dieser Aufgaben und die geschützte Grundrechtsposition des Bürgers sind aber untrennbar miteinander verbunden. Eingriffsrecht will diesen Aspekt in den Vordergrund stellen und auch in der rechtlichen Beurteilung von polizeilichen Lagen den Dienstleistungscharakter der Polizeiarbeit für den Bürger unterstreichen.

## Eingriffsrechte für jedermann
Die Eingriffsrechte für jedermann (Jedermann-Paragraph) haben als Rechtsgrundlagen die § 127 Abs. 1 StPO und § 229 BGB. Hiernach ist jedermann befugt, der jemanden auf frischer Tat angetroffen hat und dieser der Flucht verdächtigt ist oder seine Identität nicht sofort festgestellt werden kann, auch ohne richterliche Anordnung vorläufig festzunehmen (§ 127 Abs. 1 StPO). Der Täter ist somit nur festzuhalten, bis die Polizei eintrifft. Er darf dabei nicht zur Herausgabe seiner Personalien gezwungen werden. Der Umfang des Festnahmerechts bestimmt sich dabei nach dem der Verhältnismäßigkeit. Daher darf Gewalt insbesondere nur in dem Maße eingesetzt werden, wie es erforderlich ist, um den auf frischer Tat Angetroffenen an der Flucht zu hindern (Erforderlichkeit).